# Clos (voie)
Pour les articles homonymes, voir Clos.
Un clos est une rue en cul-de-sac située en dehors du trajet des voitures en transit. Par exemple, le Clos des Acacias ou celui des Adalias à Woluwe-Saint-Pierre.